# Imagem mental
Uma imagem mental ou figura mental é uma experiência que, na maioria das vezes, se assemelha significativamente à experiência de perceber visualmente algum objeto, evento ou cena (experiência quase sensória ou quase perceptual), mas ocorre quando o objeto, evento ou cena relevante não está realmente presente aos sentidos. Apesar de muitas vezes envolver vontade ativa na sua produção, no que se chama "visualização" e em usos de imaginação, há também ocorrências involuntárias. Às vezes, ocorrem episódios, particularmente ao se adormecer (imagens hipnagógicas) e acordar (hipnopômpicas), quando as imagens mentais, de caráter rápido, fantasmagórico e involuntário, desafiam a percepção, apresentando um campo caleidoscópico em que nenhum objeto distinto pode ser discernido. As imagens mentais às vezes podem produzir os mesmos efeitos que seriam produzidos pelo comportamento ou experiência imaginada.
A natureza dessas experiências, o que as torna possíveis e sua função (se houver) há muito que são objeto de pesquisa e controvérsia em filosofia, psicologia, ciência cognitiva e, mais recentemente, neurociência. Conforme pesquisadores contemporâneos usam a expressão, imagens ou imagética mental pode compreender informações de qualquer fonte de estímulos sensoriais; pode-se experimentar imagens auditivas, imagens olfativas, e assim por diante. No entanto, a maioria das investigações filosóficas e científicas do tópico se concentra nas imagens mentais visuais. A experienciação da representação pictórica já foi descrita por Stephen Kosslyn como "ver com os olhos da mente" ou como um "observador interno", e sua discussão gerou amplos debates e diversas posições sobre até que ponto seu caráter de experiência subjetiva envolve chamados qualias, propriedades fenomênicas ou se há proposições conceituais envolvidas ao fundo, e qual é sua organização cognitiva no processo de formação da imagem mental. Algumas vezes foi assumido que, como os humanos, alguns tipos de animais são capazes de experimentar imagens mentais. Devido à natureza fundamentalmente introspectiva do fenômeno, há pouca ou nenhuma evidência a favor ou contra essa visão. 
Filósofos como George Berkeley e David Hume, e psicólogos experimentais iniciais como Wilhelm Wundt e William James, entendiam ideias em geral como imagens mentais. Hoje acredita-se muito amplamente que muitas imagens funcionam como representações mentais (ou modelos mentais), desempenhando um papel importante na memória e no pensamento. William Brant (2013, p. 12) traça o uso científico da frase "imagens mentais" ao discurso de John Tyndall em 1870, chamado "Uso Científico da Imaginação". Alguns chegaram a sugerir que as imagens são melhor compreendidas como sendo, por definição, uma forma de representação interior, mental ou neural; no caso de imagens hipnagógicas e hipnopômpicas, elas não são representativas. Outros rejeitam a visão de que a experiência da imagem pode ser idêntica a (ou causada diretamente por) qualquer representação na mente ou no cérebro, mas não consideram as formas não representacionais de imagens. 

## O olho da mente
A noção de "olho da mente" remonta pelo menos à referência de Cícero a mentis oculi durante sua discussão sobre o uso apropriado do símile pelo orador.
Nessa discussão, Cícero observou que as alusões a "o Syrtis de seu patrimônio" e "o Charybdis de suas posses" envolviam símiles que eram "extravagantes demais"; e ele aconselhou o orador a falar apenas "a rocha" e "o golfo" (respectivamente)—com o argumento de que "os olhos da mente são mais facilmente direcionados para os objetos que vimos do que para os objetos de que só ouvimos".
O conceito de "o olho da mente" apareceu pela primeira vez em inglês em Chaucer (c. 1387), Man of Law's Tale, em seu livro Canterbury Tales, onde ele nos diz que um dos três homens que moravam em um castelo era cego e só podia ver com "os olhos de sua mente"; a saber, aqueles olhos "com os quais todos os homens vêem depois de ficarem cegos".

## Base física
O fundamento biológico do olho da mente não é totalmente compreendido. Estudos usando a RMf mostraram que o núcleo geniculado lateral e a área V1 do córtex visual são ativadas durante tarefas de imagens mentais. Ratey escreve: 
 O caminho visual não é uma rua de mão única. Áreas mais altas do cérebro também podem enviar informações visuais de volta aos neurônios nas áreas mais baixas do córtex visual. [...] Como seres humanos, temos a capacidade de ver com os olhos da mente—de ter uma experiência perceptiva na ausência de informações visuais. Por exemplo, os exames de PET mostraram que quando os indivíduos, sentados em uma sala, imaginam que estão na porta da frente começando a andar para a esquerda ou direita, a ativação começa no córtex de associação visual, no córtex parietal e no córtex pré-frontal—todos centros de processamento cognitivo superiores do cérebro. 
 Os rudimentos de uma base biológica para os olhos da mente são encontrados nas partes mais profundas do cérebro abaixo do neocórtex, ou onde existe o centro da percepção. Verificou-se que o tálamo é discreto para outros componentes, na medida em que processa todas as formas de dados perceptivos retransmitidos dos componentes inferiores e superiores do cérebro. Danos a este componente podem produzir danos perceptivos permanentes; no entanto, quando danos são infligidos ao córtex cerebral, o cérebro se adapta à neuroplasticidade para alterar as oclusões de percepção. Pode-se pensar que o neocórtex é um sofisticado armazém de memória, no qual os dados recebidos como entrada dos sistemas sensoriais são compartimentados por meio do córtex cerebral. Isso essencialmente permitiria a identificação de formas, embora, dada a falta de entrada de filtragem produzida internamente, possa-se, como consequência, alucinar— vendo essencialmente algo que não é recebido como entrada externamente, mas interno (isto é, um erro na filtragem dos dados sensoriais segmentados do córtex cerebral podem resultar em alguém vendo, sentindo, ouvindo ou experimentando algo que é inconsistente com a realidade). 

Nem todas as pessoas têm a mesma capacidade perceptiva interna. Para muitos, quando os olhos estão fechados, a percepção de escuridão prevalece. No entanto, algumas pessoas são capazes de perceber imagens coloridas e dinâmicas - fosfenos, por exemplo, ou a manipulação por imaginação ativa, conforme exemplos em relatos de Jung, que cita também a experiência de Goethe:    
“Quando fechei os olhos e inclinei a cabeça, consegui conjurar a imagem imaginária de uma flor. Esta flor não manteve sua primeira forma por um único instante, mas se desdobrou por si mesma, novas flores compostas por pétalas coloridas e folhas verdes. Não eram flores naturais, mas fantasmagóricas. Eles eram tão regulares quanto as rosetas de um escultor. Era impossível fixar a criação que surgia; no entanto, a imagem do sonho durava o tempo que eu desejava; não desvanecia nem se tornava mais forte.”
A glândula pineal é um candidato hipotético para produzir um olho mental; Rick Strassman e outros postularam que durante experiências de quase morte (EQMs) e sonhos    , a glândula pode secretar um químico alucinógeno N, N- dimetiltriptamina (DMT) para produzir visuais internos quando dados sensoriais externos são ocluídos. Isso se associa com os relatos de que o uso de drogas alucinógenas aumenta a capacidade do sujeito de acessar conscientemente as percepções visuais (e auditivas e outros sentidos). No entanto, essa hipótese ainda não foi totalmente apoiada com evidências neuroquímicas e mecanismo plausível para a produção de DMT. 
A condição em que uma pessoa não consegue voluntariamente produzir visualizações mentais é chamada de afantasia. O termo foi sugerido pela primeira vez em um estudo de 2015.
Exemplos comuns de imagens mentais incluem devaneios e a visualização mental que ocorre durante a leitura de um livro. Outra é a dos quadros evocados pelos atletas durante o treinamento ou antes de uma competição, descrevendo cada passo que eles darão para atingir seu objetivo. Quando um músico ouve uma música, ele ou ela às vezes pode "ver" as notas da música em suas cabeças, bem como ouvi-las com todas as suas qualidades tonais. Isso é considerado diferente de um efeito posterior, como uma pós-imagem. Invocar uma imagem em nossas mentes pode ser um ato voluntário, por isso pode ser caracterizado como estando sob vários graus de controle consciente. 
Segundo o psicólogo e cientista cognitivo Steven Pinker, nossas experiências do mundo são representadas em nossas mentes como imagens mentais. Essas imagens mentais podem ser associadas e comparadas com outras, e podem ser usadas para sintetizar imagens completamente novas. Nessa visão, as imagens mentais nos permitem formar teorias úteis sobre como o mundo funciona, formulando prováveis sequências de imagens mentais em nossas cabeças, sem ter que experimentar diretamente esse resultado. Se outras criaturas têm essa capacidade é discutível. 
Existem várias teorias sobre como as imagens mentais são formadas na mente. Essas incluem a teoria da dupla codificação, a teoria proposicional e a hipótese da equivalência funcional. A teoria da dupla codificação, criada por Allan Paivio em 1971, é a teoria de que usamos dois códigos separados para representar informações em nossos cérebros: códigos de imagem e códigos verbais. Os códigos de imagem são coisas como pensar em uma imagem de um cachorro quando você está pensando em um cachorro, enquanto um código verbal seria pensar na palavra "cachorro". Outro exemplo é a diferença entre pensar em palavras abstratas, como justiça ou amor, e pensar em palavras concretas como elefante ou cadeira. Quando se pensa em palavras abstratas, é mais fácil pensar nelas em termos de códigos verbais—encontrando palavras que as definam ou as descrevam. Com palavras concretas, geralmente é mais fácil usar códigos de imagem e trazer à mente uma imagem de um ser humano ou cadeira do que palavras associadas ou descritivas deles. 
A teoria proposicional envolve o armazenamento de imagens na forma de um código proposicional genérico que armazena o significado do conceito e não a imagem em si. Os códigos proposicionais podem ser descritivos da imagem ou simbólicos. Eles são então transferidos de volta ao código verbal e visual para formar a imagem mental.
A hipótese da equivalência funcional é que as imagens mentais são "representações internas" que funcionam da mesma maneira que a percepção real dos objetos físicos. Em outras palavras, a imagem de um cão lembrada quando a palavra cão é lida é interpretada da mesma maneira como se a pessoa estivesse olhando para um cachorro real à sua frente. 
Ocorreu uma pesquisa para designar um correlato neural específico de imagens; no entanto, os estudos mostram uma infinidade de resultados. A maioria dos estudos publicados antes de 2001 sugere que os correlatos neurais das imagens visuais ocorrem na área 17 de Brodmann. Imagens de desempenho auditivo foram observadas nas áreas pré-motoras, pré-cúneos e na área 40 de Brodmann medial. As imagens auditivas geralmente ocorrem entre os participantes na área temporal da voz (TVA), o que permite manipulações de imagens de cima para baixo, processamento e armazenamento de funções de audição. A pesquisa de imagens olfativas mostra a ativação no córtex piriforme anterior e no córtex piriforme posterior; especialistas em imagens olfativas têm maior massa cinzenta associada a áreas olfativas. As imagens táteis ocorrem na área pré-frontal dorsolateral, no giro frontal inferior, giro frontal, ínsula, giro pré-central e giro frontal medial com ativação dos gânglios da base no núcleo póstero-medial ventral e no putâmen (a ativação do hemisfério corresponde à localização do imaginado estímulo tátil). Pesquisas em imagens gustativas revelam ativação no córtex insular anterior, opérculo frontal e córtex pré-frontal. Os iniciantes de uma forma específica de imagens mentais mostram menos massa cinzenta do que os especialistas em imagens mentais congruentes a essa forma. Uma metanálise de estudos de neuroimagem revelou ativação significativa das regiões parietal dorsal bilateral, insular interior e frontal inferior esquerda do cérebro.
Pensa-se que as imagens ocorram com a percepção; no entanto, participantes com receptores de modalidade sensorial danificados às vezes podem realizar imagética dos referidos receptores de modalidade. A neurociência com imagens tem sido usada para se comunicar com indivíduos aparentemente inconscientes por meio da ativação por ressonância magnética de diferentes correlatos neurais de imagens, exigindo estudo mais aprofundado da consciência de baixa qualidade. Um estudo em um paciente com um lobo occipital removido descobriu que a área horizontal de sua imagem mental visual estava reduzida.

## Substratos neurais das imagens visuais
Imagens visuais são a capacidade de criar representações mentais de coisas, pessoas e lugares ausentes do campo visual de um indivíduo. Essa capacidade é crucial para tarefas de resolução de problemas, memória e raciocínio espacial. Os neurocientistas descobriram que a imagem e a percepção compartilham muitos dos mesmos substratos neurais, ou áreas do cérebro que funcionam de maneira semelhante durante a imagem e a percepção, como o córtex visual e as áreas visuais mais altas. Kosslyn e colegas (1999) mostraram que o córtex visual inicial, Área 17 e Área 18/19, é ativado durante imagens visuais. Eles descobriram que a inibição dessas áreas através da estimulação magnética transcraniana repetitiva (EMTr) resultou em percepção visual e imagens prejudicadas. Além disso, pesquisas realizadas com pacientes lesionados revelaram que imagens visuais e percepção visual têm a mesma organização representacional. Isso foi concluído em pacientes nos quais a percepção prejudicada também apresenta déficits de imagens visuais no mesmo nível da representação mental.
Behrmann e colegas (1992) descrevem um paciente C. K., que forneceu evidências desafiando a visão de que as imagens visuais e a percepção visual dependem do mesmo sistema representacional. C.K. era um homem de 33 anos com agnosia de objetos visuais adquirida após um acidente veicular. Esse déficit o impedia de reconhecer objetos e copiar objetos fluidamente. Surpreendentemente, sua capacidade de desenhar objetos precisos através da memória indicava que suas imagens visuais estavam intactas e normais. Além disso, C.K. executou com sucesso outras tarefas que exigem imagens visuais para julgamento de tamanho, forma, cor e composição. Esses achados conflitam com pesquisas anteriores, pois sugerem uma dissociação parcial entre imagens visuais e percepção visual. C.K. exibiu um déficit perceptivo que não foi associado a um déficit correspondente nas imagens visuais, indicando que esses dois processos têm sistemas para representações mentais que podem não ser mediadas inteiramente pelos mesmos substratos neurais. 
Schlegel e colegas (2013) conduziram uma análise funcional por RM das regiões ativadas durante a manipulação de imagens visuais. Eles identificaram 11 regiões corticais e subcorticais bilaterais que exibiram maior ativação ao se manipular uma imagem visual em comparação com quando a imagem visual era apenas mantida. Essas regiões incluíam as áreas do lobo occipital e da corrente ventral, duas regiões do lobo parietal, o córtex parietal posterior e o lóbulo pré-cúneo, e três regiões do lobo frontal, os campos oculares frontais, o córtex pré-frontal dorsolateral e o córtex pré-frontal. Devido ao seu envolvimento suspeito na memória de trabalho e atenção, os autores propõem que essas regiões parietal e pré-frontal e occipital fazem parte de uma rede envolvida na mediação da manipulação de imagens visuais. Esses resultados sugerem uma ativação de cima para baixo das áreas visuais nas imagens visuais.
Usando a modelagem causal dinâmica (MCD) para determinar a conectividade de redes corticais, Ishai et al. (2010) demonstraram que a ativação da rede mediadora da imagética visual é iniciada pela atividade do córtex pré-frontal e posterior do córtex parietal. A geração de objetos da memória resultou na ativação inicial das áreas pré-frontal e posterior parietal, que ativam áreas visuais anteriores por meio da conectividade reversa. Verificou-se também que a ativação do córtex pré-frontal e do córtex parietal posterior está envolvida na recuperação de representações de objetos da memória de longo prazo, sua manutenção na memória de trabalho e atenção durante as imagens visuais. Assim, Ishai et al. sugerem que a rede que medeia imagens visuais é composta por mecanismos de atenção decorrentes do córtex parietal posterior e do córtex pré-frontal. 
A vivacidade das imagens visuais é um componente crucial da capacidade de um indivíduo de executar tarefas cognitivas que exigem imagens. A vivacidade das imagens visuais varia não apenas entre indivíduos, mas também nos próprios indivíduos. Dijkstra e colegas (2017) descobriram que a variação na vivacidade das imagens visuais depende do grau em que os substratos neurais das imagens visuais se sobrepõem aos da percepção visual. Eles descobriram que a sobreposição entre imagens e percepção em todo o córtex visual, no lóbulo pré-cúneo parietal, no córtex parietal direito e no córtex frontal medial previa a vivacidade de uma representação mental. Acredita-se que as regiões ativadas além das áreas visuais conduzem os processos específicos das imagens, em vez dos processos visuais compartilhados com a percepção. Foi sugerido que o pré-cúneo contribui para a vivacidade ao selecionar detalhes importantes para as imagens. Suspeita-se que o córtex frontal medial esteja envolvido na recuperação e integração de informações das áreas parietais e visuais durante a memória de trabalho e imagens visuais. O córtex parietal direito parece ser importante na atenção, inspeção visual e estabilização das representações mentais. Assim, os substratos neurais das imagens visuais e da percepção se sobrepõem em áreas além do córtex visual e o grau dessa sobreposição nessas áreas se correlaciona com a vivacidade das representações mentais durante as imagens. 

## Ideias filosóficas
As imagens mentais são um tópico importante na filosofia clássica e moderna, pois são centrais para o estudo do conhecimento. No platonismo, elas são consideradas na Teoria das Ideias. Na República, livro VII, Platão faz Sócrates apresentar a Alegoria da Caverna: um prisioneiro, amarrado e incapaz de se mover, senta-se de costas para o fogo, observando as sombras projetadas na parede da caverna à sua frente por pessoas carregando objetos atrás de si. Essas pessoas e os objetos que elas carregam são representações de coisas reais no mundo. O homem não iluminado é como o prisioneiro, explica Sócrates, um ser humano que cria imagens mentais a partir dos dados dos sentidos que ele experimenta. A analogia de um olho também é utilizada para descrever o processo de conversão e aprendizado da alma, do mundo sensível ao mundo inteligível:
“A verdadeira analogia para esse poder interno na alma e o instrumento pelo qual cada um de nós apreende é de um olho, que não poderia ser convertido das trevas à luz, exceto virando-se o corpo inteiro. Mesmo assim, esse órgão do conhecimento deve se virar do mundo do devir junto com a alma inteira, como o periacto que muda de cena no teatro, até que a alma seja capaz de suportar a contemplação da essência e a região mais brilhante do ser. E essa, dizemos, é o Bem." 
O filósofo do século XVIII, George Berkeley, propôs ideias semelhantes em sua teoria do idealismo. Berkeley afirmou que a realidade é equivalente a imagens mentais—nossas imagens mentais não são uma cópia de outra realidade material, mas a própria realidade. Berkeley, no entanto, distinguiu nitidamente entre as imagens que ele considerava constituir o mundo externo e as imagens da imaginação individual. Segundo Berkeley, apenas as últimas são consideradas "imagens mentais" no sentido contemporâneo do termo.     
Os críticos do realismo científico perguntam como realmente ocorre a percepção interior das imagens mentais. Isso às vezes é chamado de "problema do homúnculo" (também referido como "olho da mente"). O problema é semelhante a perguntar como as imagens que você vê na tela do computador existem na memória do computador. Para o materialismo científico, as imagens mentais e a percepção delas devem ser estados cerebrais. Segundo os críticos, realistas científicos não podem explicar onde as imagens e seus percebedores existem no cérebro. Para usar a analogia da tela do computador, esses críticos argumentam que a ciência cognitiva e a psicologia não conseguiram identificar o componente no cérebro (isto é, "hardware") ou os processos mentais que armazenam essas imagens (isto é, "software"). 

## Em psicologia experimental
Psicólogos cognitivos e (mais tarde) neurocientistas cognitivos testaram empiricamente algumas das questões filosóficas relacionadas a se e como o cérebro humano usa imagens mentais na cognição. 
Uma teoria da mente que foi examinada nessas experiências foi a metáfora filosófica do "cérebro como computador seriado" da década de 1970. O psicólogo Zenon Pylyshyn teorizou que a mente humana processa imagens mentais decompondo-as em uma proposição matemática subjacente. Roger Shepard e Jacqueline Metzler desafiaram essa visão apresentando a indivíduos  desenhos de linhas 2D de grupos de "objetos" 3D em bloco e pedindo-lhes para determinar se esse "objeto" é igual a uma segunda figura, algumas das quais rotações do primeiro "objeto." Shepard e Metzler propuseram que, se decompuséssemos e, em seguida, recriássemos os objetos mentalmente em proposições matemáticas básicas, como supunha a visão então dominante da cognição "como um computador digital serial", seria de esperar que o tempo levado para determinar se o objeto é o mesmo ou não seria independente de quanto o objeto foi girado. Shepard e Metzler descobriram o oposto: uma relação linear entre o grau de rotação na tarefa de imagens mentais e o tempo que os participantes levaram para alcançar sua resposta. 
Essa descoberta da rotação mental implicava que a mente humana—e o cérebro humano—mantém e manipula imagens mentais como conjuntos topográficos e topológicos, uma implicação que foi rapidamente posta à prova por psicólogos. Stephen Kosslyn e colegas mostraram em uma série de experimentos de neuroimagem que a imagem mental de objetos como a letra "F" é mapeada, mantida e girada como um todo imagético em áreas do córtex visual humano. Além disso, o trabalho de Kosslyn mostrou que existem semelhanças consideráveis entre os mapeamentos neurais para estímulos imaginados e estímulos percebidos. Os autores desses estudos concluíram que, enquanto os processos neurais estudados se baseiam em fundamentos matemáticos e computacionais, o cérebro também parece otimizado para lidar com o tipo de matemática que constantemente calcula uma série de imagens baseadas em topologias, em vez de calcular um modelo matemático de um objeto. 
Estudos recentes em neurologia e neuropsicologia em imagens mentais questionaram ainda mais a teoria da "mente como computador em série", argumentando que as imagens mentais humanas se manifestam visual e cinestesicamente. Por exemplo, vários estudos forneceram evidências de que as pessoas são mais lentas na rotação de desenhos de objetos tais como mãos em direções incompatíveis com as articulações do corpo humano, e que pacientes com braços feridos e doloridos são mais lentos em rotacionar desenhos de linhas da mão do lado do braço machucado.
Alguns psicólogos, incluindo Kosslyn, argumentaram que esses resultados ocorrem devido à interferência no cérebro entre sistemas distintos no cérebro que processam as imagens mentais visuais e motoras. Estudos subsequentes de neuroimagem mostraram que a interferência entre os sistemas de imagética motora e visual pode ser induzida fazendo com que os participantes manuseiem fisicamente os blocos 3D reais colados para formar objetos semelhantes aos representados nos desenhos de linha. Amorim et al. mostraram que, quando uma "cabeça" cilíndrica foi adicionada aos desenhos das figuras de blocos 3D de Shepard e Metzler, os participantes foram mais rápidos e precisos na resolução de problemas de rotação mental. Eles argumentam que a incorporação motora não é apenas "interferência" que inibe a imagem mental visual, mas é capaz de facilitar a imagem mental. 
À medida que a neurociência cognitiva se aproxima das imagens mentais, a pesquisa se expandiu para além das questões de processamento serial versus paralelo ou topográfico, para questões sobre a relação entre imagens mentais e representações perceptivas. Tanto a imagem do cérebro (fMRI e PRE) quanto os estudos de pacientes neuropsicológicos foram utilizados para testar a hipótese de que uma imagem mental é a reativação, a partir da memória, de representações cerebrais normalmente ativadas durante a percepção de um estímulo externo. Em outras palavras, se perceber uma maçã ativa as representações de contorno e localização e de forma e cor no sistema visual do cérebro, então imaginar uma maçã ativa algumas ou todas essas mesmas representações usando informações armazenadas na memória. As primeiras evidências dessa ideia vieram da neuropsicologia. Pacientes com danos cerebrais que prejudicam a percepção de maneiras específicas, por exemplo, danificando representações de formas ou cores, geralmente parecem ter imagens mentais prejudicadas de maneiras semelhantes. Estudos da função cerebral em cérebros humanos normais apoiam essa mesma conclusão, mostrando atividade nas áreas visuais do cérebro enquanto os sujeitos imaginavam objetos e cenas visuais.
Os estudos mencionados anteriormente e numerosos levaram a um consenso relativo na ciência cognitiva, psicologia, neurociência e filosofia sobre o status neural das imagens mentais. Em geral, os pesquisadores concordam que, embora não haja homúnculo dentro da cabeça visualizando essas imagens mentais, nosso cérebro se forma e mantém as imagens mentais como um conjunto de imagens. O problema de exatamente como essas imagens são armazenadas e manipuladas no cérebro humano, em particular na linguagem e comunicação, continua sendo uma área fértil de estudo. 
Um dos tópicos de pesquisa mais antigos sobre a imagem mental baseia-se no fato de que as pessoas relatam grandes diferenças individuais na vivacidade de suas imagens. Questionários especiais foram desenvolvidos para avaliar essas diferenças, incluindo o Questionário de Vivacidade de Imagens Visuais (VVIQ) desenvolvido por David Marks. Estudos de laboratório sugeriram que as variações relatadas subjetivamente na vivacidade das imagens estão associadas a diferentes estados neurais no cérebro e também a diferentes competências cognitivas, como a capacidade de recuperar com precisão as informações apresentadas nas imagens. Rodway, Gillies e Schepman usaram uma nova tarefa de detecção de alterações a longo termo para determinar se os participantes com pontuação alta e baixa de nitidez no VVIQ2 apresentaram diferenças de desempenho. Rodway et al. descobriram que os participantes com alta vivacidade eram significativamente mais precisos na detecção de alterações importantes nas fotos em comparação com os participantes com baixa vivacidade. Isso replicou um estudo anterior.
Estudos recentes descobriram que diferenças individuais nos escores do VVIQ podem ser usadas para prever alterações no cérebro de uma pessoa enquanto visualiza atividades diferentes. A ressonância magnética funcional (fMRI) foi usada para estudar a associação entre a atividade inicial do córtex visual em relação a todo o cérebro enquanto os participantes visualizavam a si ou a outra pessoa fazendo supino ou subindo escadas. A vivacidade da imagem relatada correlaciona-se significativamente com o sinal de fMRI relativo no córtex visual. Assim, diferenças individuais na vivacidade das imagens visuais podem ser medidas objetivamente. 
Logie, Pernet, Buonocore e Della Sala (2011) usaram dados comportamentais e de ressonância magnética para rotação mental de indivíduos que relatam imagens vívidas e ruins no VVIQ. Os grupos diferiram nos padrões de ativação cerebral, sugerindo que os grupos executavam as mesmas tarefas de maneiras diferentes. Esses achados ajudam a explicar a falta de associação relatada anteriormente entre os escores do VVIQ e o desempenho da rotação mental. 

## Estilos de treinamento e aprendizado
Alguns teóricos da educação se basearam na ideia de imagens mentais em seus estudos sobre estilos de aprendizagem. Os defensores dessas teorias afirmam que as pessoas geralmente têm processos de aprendizado que enfatizam os sistemas visual, auditivo e cinestésico da experiência. Segundo esses teóricos, o ensino em vários sistemas sensoriais sobrepostos beneficia a aprendizagem e incentiva os professores a usarem conteúdo e mídia que se integram bem aos sistemas visual, auditivo e cinestésico sempre que possível. 
Pesquisadores educacionais examinaram se a experiência das imagens mentais afeta o grau de aprendizado. Por exemplo, imaginar tocar um exercício de piano com cinco dedos (prática mental) resultou em uma melhoria significativa no desempenho, em vez de nenhuma prática mental—embora não seja tão significativa quanto a produzida pela prática física. Os autores do estudo afirmaram que "apenas a prática mental parece ser suficiente para promover a modulação dos circuitos neurais envolvidos nos estágios iniciais do aprendizado de habilidades motoras". Dias (1995) verificou que crianças em fase de alfabetização também puderam ser beneficiadas pelo uso da imagem mental como estratégia para melhorar o nível de compreensão de histórias que eram lidas para elas.

## Uso terapêutico
Na psicologia cognitiva, Aaron Beck sugere o uso de imagens mentais como forma de lidar com suas crenças disfuncionais e resignificar impressões de um modo mais realista, especialmente no planejamento para enfrentar situações específicas. Depois de perguntar qual a imagem que lhe vem a cabeça", ou qualquer variação adequada dessa pergunta, o terapeuta pode orientar os pacientes a avaliar suas imagens ceticamente. Distorções cognitivas podem ser descobertas perguntando, por exemplo, "Existem resultados alternativos mais prováveis como para sua ação?" ou "O que acontece mais frequentemente nessas situações?". Quando solicitados a refletir sobre resultados alternativos, os pacientes podem perceber que suas imagens mentais podem não estar embasadas em evidências e probabilidades realistas e assim ter expectativas mais realistas dos acontecimentos e do resultado de suas ações.
Por exemplo: Terapeuta: -Quando você pensa em falar em público qual a imagem que lhe vem a cabeça? Paciente: -Eu penso em todo o auditório rindo de mim e me achando ridículo. Terapeuta: -Mas qual a reação mais provável do auditório diante das evidências que você tem deles? Paciente: -Eles provavelmente nem vão prestar tanta atenção e mesmo que eu não saiba o que falar eles devem ficar é mais impacientes.
Como a nova imagem mental é menos ansiogênica se torna mais fácil para um paciente ansioso lidar com ela e enfrentar a situação mais realisticamente. Outra técnica que pode ajudar, especialmente sujeitos ansiosos, é a fantasia guiada usando imagens mentais para planejar passo a passo o que fazer e se preparando para imprevistos.

### Outros significados
Jean Piaget (1961) utiliza o termo "imagem mental" para a evocação simbólica de uma realidade ausente. Se diferencia de uma representação conceitual por se tratar de uma ideia mais específica e individualizada, podendo representar um objeto típico representante de um determinado conceito por exemplo. Conforme o nível operacional da criança for se desenvolvendo imagens mentais antecipatórias podem ser usadas como forma de apoio importante no planejamento para uma ação e de compreensão da realidade e transformações, o que aconteceria por volta dos 7-8 anos. Antes disso Piaget teoriza que predominariam imagens estáticas e reproduções exatas.

## Visualização e tradições do Himalaia
Em geral, o budismo Vajrayana, Bön e Tantra utilizam processos sofisticados de visualização ou imaginal (na linguagem de Jean Houston da Psicologia Transpessoal) na construção de forma-pensamento dos modos de meditação yidam sadhana, kye-rim e dzog-rim e nas tradições de yantra, thangka e mandala, em que manter a forma plenamente realizada na mente é um pré-requisito para criar uma nova obra de arte 'autêntica' que forneça um apoio ou fundamento sagrado para a divindade.

## Efeitos de substituição
As imagens mentais podem atuar como um substituto para a experiência imaginada: imaginar uma experiência pode evocar consequências cognitivas, fisiológicas e/ou comportamentais semelhantes às de ter a experiência correspondente na realidade. Pelo menos quatro classes de tais efeitos foram documentadas:
1. As experiências imaginadas têm valor probatório atribuído, como evidência física.
2. A prática mental pode instanciar os mesmos benefícios de desempenho que a prática física.
3. O consumo imaginado de um alimento pode reduzir seu consumo real.
4. A realização imaginada de metas pode reduzir a motivação para a realização real de metas.